# The Heart of a Bandit
The Heart of a Bandit é um filme norte-americano de 1915, do gênero faroeste, produzido pela Biograph Company e distribuído por General Film Company.

## Elenco
- Harry Carey
- Claire McDowell
- Violet Reed - (como Violet Reid)
- Charles West - (como Charles H. West)